# Banaskantha
Banaskantha är ett distrikt i delstaten Gujarat i Indien. Administrativ centralort är Palanpur. Vid folkräkningen 2001 hade Banaskantha 2 504 244 invånare. 2 228 743 av dessa bodde på landsbygden och 275 501 bodde i tätorter.

## Demografi
Av befolkningen i Banaskantha är 50,97% läskunniga (66,47% av männen och 34,40% av kvinnorna). Hinduism är den vanligaste religionen med 2 314 123 troende, islam näst störst med 170 142 troende. 18 544 personer är jainister.